# Milleryzm
Milleryzm – protestancka tradycja religijna, związana z nauczaniem amerykańskiego farmera, Williama Millera, baptystycznego pastora, byłego kapitana Armii Stanów Zjednoczonych. Cechą wyróżniającą milleryzmu jest wiara w bardzo bliskie powtórne przyjście Chrystusa. Milleryzm jest pojęciem określającym ruch Millera w latach 1831–1844, jednak jego zwolennicy już wtedy sami określali się jako adwentyści. Stąd też prawie wszystkie współczesne Kościoły wywodzące się z tego ruchu znane są właśnie pod tą nazwą.

## Przebudzenie adwentowe
Miller był przekonany, że w Biblii zawarta jest ukryta data ponownego przyjścia na Ziemię Jezusa Chrystusa i sądu ostatecznego. Opierając się na badaniu Pisma Świętego i jego interpretowaniu, a dokładnie proroctwa zawartego w Księdze Daniela (Dn. 8,14) uznał początkowo, że Mesjasz przyjdzie na Ziemię około 1843 roku. 
Ten ruch ożywienia religijnego w latach 1831–1844, przede wszystkim w Stanach Zjednoczonych, nazwano przebudzeniem adwentowym lub ruchem drugiego adwentu, gdyż jego istotą była wiara w rychłe powtórne przyjście Jezusa Chrystusa. Na podstawie proroctw z biblijnej Księgi Daniela datę tę wyznaczono na 22 października 1844 roku. Wkrótce ruch zwolenników Millera osiągnął ponad sto tysięcy wyznawców. Wielu sprzedało farmy i porzuciło swoją pracę, koncentrując się na pokucie i głoszeniu Ewangelii.

## Wielkie rozczarowanie
Brak oczekiwanego pojawienia się Mesjasza 22 października 1844 roku, a także po tej dacie, nazwano wielkim rozczarowaniem. Po rozczarowaniu część wyznawców ruchu uznała obliczenia za błędne, czasem podając inne możliwe daty, a część przypisała im inne znaczenie. 
W wyniku rozczarowania wiele tysięcy spośród uczestników ruchu millerowskiego odeszło od niego. Część z nich zwróciła się jednak ku Biblii w poszukiwaniu przyczyn rozczarowania. Wkrótce doszli oni do wniosku, że powyższa data została wyliczona prawidłowo, ale milleryści błędnie zinterpretowali wydarzenia z nią związane. Poszukujący doszli do przekonania, że proroctwo Biblii przepowiadało, iż Jezus nie powróci w 1844 roku, ale że rozpocznie wtedy specjalną służbę w niebie dla tych, którzy idą w Jego ślady. Zinterpretowali oni proroctwo jako wejście Jezusa Chrystusa do miejsca najświętszego niebiańskiej świątyni oraz rozpoczęcie drugiej fazy Jego pośrednictwa w celu ostatecznego oczyszczenia zbawionych z grzechu, zanim powróci na Ziemię. Stąd też zaczęli wyznawać wiarę w arcykapłańską służbę Jezusa Chrystusa w niebiańskiej świątyni, odpowiedniczki dawnej ziemskiej.

## Kontynuatorzy
Część millerystów, którzy postanowili kontynuować tradycje swego założyciela skupiło się wokół Kościoła Ewangelicznych Adwentystów, z początku najliczniejszego z wszystkich kościołów adwentystycznych, dziś już nieistniejącego. Z niego wyodrębnił się Kościół Chrześcijan Adwentystów, współcześnie największy z adwentystycznych Kościołów święcących niedzielę. Do pozostałych wspólnot zachowujących niedzielę należą:
- Pierwotny Chrześcijański Kościół Adwentystów
- Generalna Konferencja Kościoła Bożego (Wiara Abrahamowa)
- Kościół Błogiej Nadziei

### Adwentyści dnia siódmego

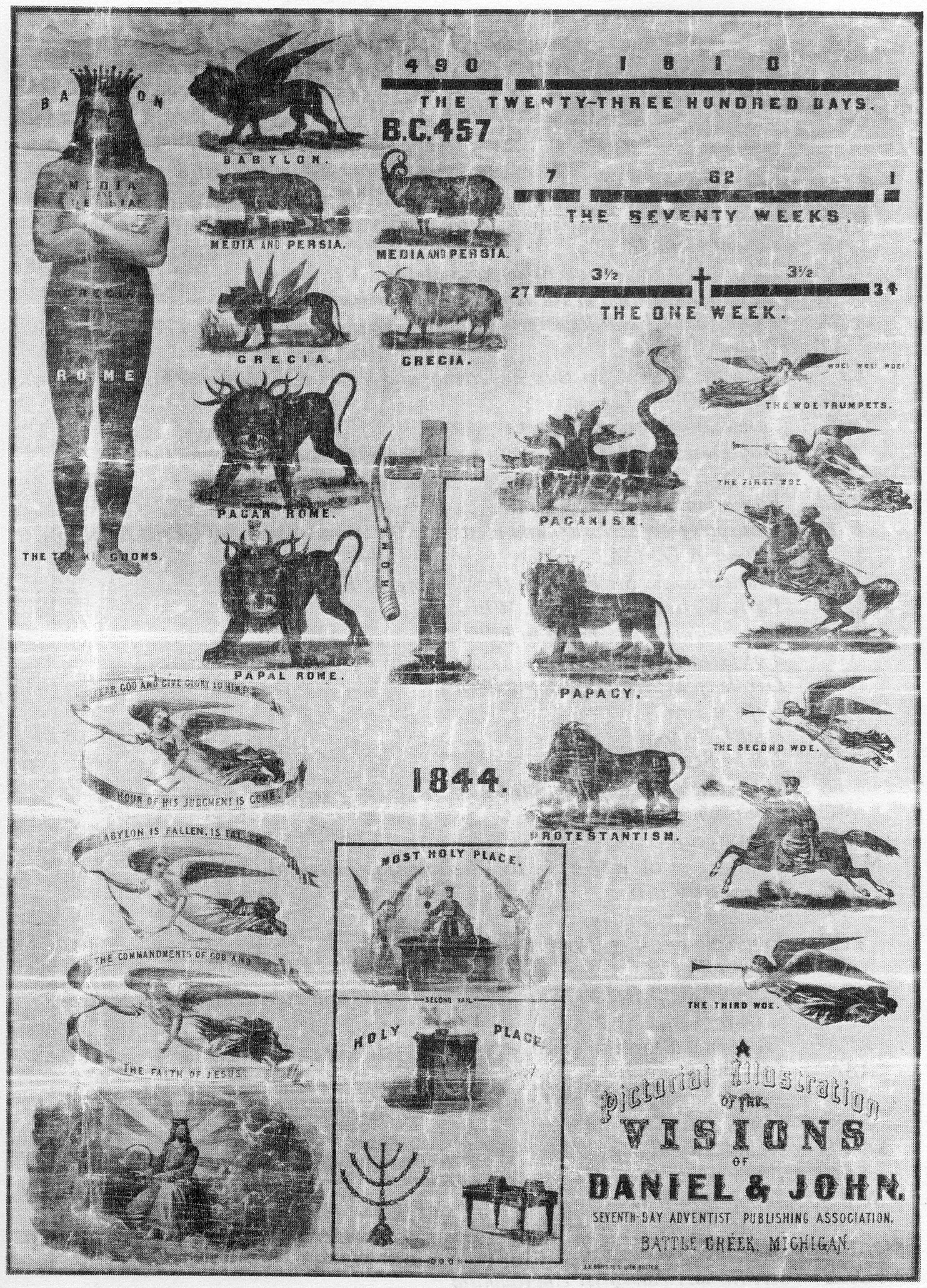
Wykres z 1863 r. stanowił poprawioną przez Adwentystów dnia siódmego wersję wykresu z 1843 r.

Niewielka grupa byłych uczestników przebudzenia millerowskiego, którzy rozczarowanie tłumaczyli jako złą interpretację „świątyni” z Dan. 8,14, wkrótce skonsolidowała się wewnętrznie i dała początek największemu z współczesnych kościołów adwentystycznych, tj. Kościołowi Adwentystów Dnia Siódmego. Na powstanie tego nowego ruchu olbrzymi wpływ miała Ellen White.
Obecnie Kościół Adwentystów Dnia Siódmego nie jest jedynym przedstawicielem doktryny adwentyzmu dnia siódmego. Ważniejsze z pozostałych Kościołów to: Kościół Adwentystów Dnia Siódmego Ruch Reformacyjny, Kościół Reformowany Adwentystów Dnia Siódmego, Kościół Adwentystów Odpocznienia Sabatu. Ideą wiodącą wśród adwentystów, jest przede wszystkim drugi adwent Pana. Obecnie adwentyści dnia siódmego, jako jedyni chrześcijanie teologicznie wyznają wiarę w istnienie Przybytku Pańskiego w niebie (świątyni niebiańskiej), gdzie arcykapłanem jest sam Jezus Chrystus. Ta świątynia była wzorem dla świątyni w Izraelu (pokazana Mojżeszowi przez Boga na górze Synaj – Księga Wyjścia 25,8-9).
Niektóre założenia ruchu millerowskiego, początkowo ponaddenominacyjnego, miały wpływ także na ruch badacki (Świadków Jehowy) i inne wyznania.